# 石川錬治郎
石川 錬治郎（いしかわ れんじろう、1939年6月22日 - 2021年10月29日）は、日本の政治家。秋田市長（3期）、秋田県議会議員（1期）を務めた。

## 略歴
秋田県南秋田郡五城目町字杉沢生まれ。秋田県立秋田高等学校、早稲田大学文学部を卒業。東京大学大学院農学系研究科農業経済専攻修士課程修了。
千葉大学園芸学部助手などを経て、1983年の第13回参議院議員通常選挙に日本社会党公認で秋田県選挙区より立候補し、落選。1986年の第14回参議院議員通常選挙にも立候補したが、落選。
1989年、秋田市長選挙に立候補したが、現職の高田景次に敗れ落選。1990年、高田の辞任に伴う秋田市長選挙に立候補し初当選。以後3期連続当選する。初当選時は自民党・民社党が推す候補を破って当選しているため、非共産の革新候補の扱いであったが、2期目以降は自民党などの支援も受けた。市政では秋田市交通局および秋田市ガス局の民間への移管や秋田市消防本部における救急救命の整備、秋田県では初となる中高一貫校の開設、現在も継承されている各地域への市民サービスセンターの整備などに尽力。ユニークなものとして、月に1回、市民と直接電話で意見や提言などを聞く市長ホットラインを開設していた。3期目途中の2001年、女性への現金授受問題が取り沙汰される中、妻の介護を理由に辞任。
2003年の第43回衆議院議員総選挙では秋田1区にて無所属で立候補したが、落選。2005年8月、国民新党の結党に参加し、第44回衆議院議員総選挙に立候補したが落選。2007年4月、秋田県議会議員選挙に立候補し初当選。2011年4月、秋田県議会選挙に立候補し2期目を目指すも落選。なお2011年に落選するまで石川は唯一の国民新党所属の都道府県議会議員であった。
2012年11月、国民新党秋田県支部の政党組織を解消して日本未来の党に合流した。2013年5月、日本未来の党秋田県連の解散に伴い、同党を離党。2015年の県議選にも立候補したが、落選。
2021年10月29日、東京都内の病院で死去。82歳没。死没日をもって従五位に叙され、旭日小綬章を追贈された。

## 関連人物
- 国民新党所属の議員及び党員
- 江田五月